# Sextant Josta Bürgiho
Sextant Josta Bürgiho nebo také Bürgiho sextant je renesanční sextant, který vyrobil Jost Bürgi v 17. století. V současné době se nachází v Národním technickém muzeu v Praze v sekci Astronomie. Od roku 2016 jsou společně se sextantem Erasma Habermela Národní kulturní památkou. 

## Historie
Ačkoliv není sextant datován ani signován, byl spolehlivě připsán k dílům Josta Bürgiho, protože je vyobrazen na titulním listu publikace o Bürgiho triangulačním přístroji. Vyroben byl kolem roku 1600 pravděpodobně na zakázku barona Johanna F. Hoffmanna. Ten ho dal k dispozici Johannu Keplerovi, který s ním například pozoroval v roce 1602 novu v souhvězdí Labutě ze zahrad Pražského hradu. V roce 1604 s nim i několikrát měřil polohu Marsu.
Později ho použil v Praze při zatmění měsíce v roce 1628.
Poté byl sextant uložen v matematickém muzeu v pražském Klementinu, kdy ho dokládá už katalog Klementinské hvězdárny z roku 1781 a kde ho ředitel Antonín Strnad označil jako přístroj Tychona Braha.  Roku 1951 byl společně s dalšími astronomickými přístroji předán do sbírky Národního technického muzea. 
K dílům Josta Bürgiho jej připsal až Zdeněk Horský ve Sborníku Národního technického muzea v Praze vydaného 1968.
Spolu s 26 exponáty byl zapůjčen na výstavu Svět Tychona Braha, Dánsko v Evropě 1550—1600 konanou v Národním muzeu v Kodani od 16. září 2006 do 9. dubna 2007. Od 25. listopadu 2010, kdy proběhlo slavnostní otevření expozice Astronomie v Národním technickém muzeu v Praze, je v této expozici vystaven.
Společně se sextantem Erasma Habermela je od 25. března 2015 kulturní památkou a i on byl při zasedání parlamentu 8. července 2015 prohlášen za národní kulturní památku, zařazení platí od 1. ledna 2016.

## Popis díla
Jeho rozměry jsou 1145 × 2520 × 734 mm. Sextant je tvořen koncovými rameny úhlu a dvěma vzpěrami. K zamíření na danou věc sloužily dva dioptry, kde první okulárový dioptr má jednu část spojenou s tělem a druhá část se otáčí se záměrným pravítkem - alhidadou. Druhý okulárový dioptr, který byl na limbu, se nedochoval. Limbus je o poloměru 1 122 mm a dělený na 60° a každý stupeň je dělen verzálkami na 10 minut. Přístroj je postaven v jednoduchém stativu. Stativ se skládá z vysoustruženého dřevěného dříku a kovaného podstavce, která stojí na třech ornamentálně naturálních nohách se dřevěnými nožkami. Nohy jsou mezi sebou spojeny půlkruhovými vzpěry. Stativ sloužil pouze při postavení v interiéru a při pozorování venku byl umístěn do kamenného bloku.
Je skoro totožný jako přístroj v muzeu benediktinském hvězdárny v rakouském Kremsmünsteru.